# Wakaba Tomita
Wakaba Tomita (9 de abril de 1997) é um judoca japonesa.
Ela ganhou uma medalha de prata e uma de ouro no Campeonato Mundial de Judo de 2021.